# ESP Guitars

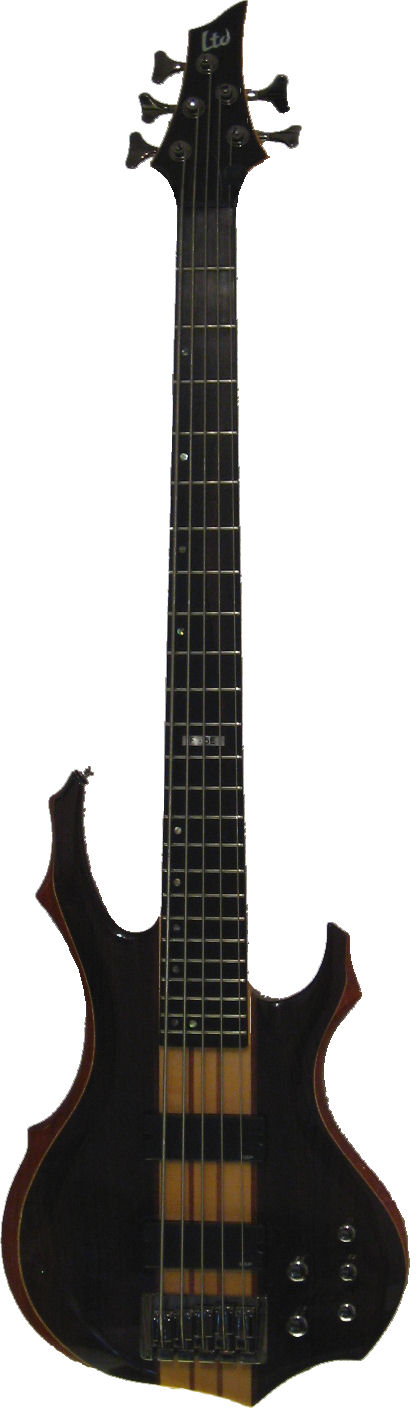
Baskytara LTD F-5E NG

ESP Guitar Company (株式会社イーエスピー Kabušiki Gaiša Ī Esu Pī) je společnost vyrábějící elektrické kytary a baskytary. Své jméno si získala především díky spolupráci s hvězdami rockové a metalové hudby a přesto, že jde původně o japonskou firmu, je její současné sídlo v USA, konkrétně v kalifornském North Hollywoodu.
Historie této značky začala v roce 1975, kdy Hisatake Shibuya otevřel obchod Electric Sound Pr., ve kterémpracoval jako opravář, údržbář a výrobce náhradních dílů pro elektrické kytary. Už rok poté si získal skvělé renomé. V roce 1983 rozšířil pole své působnosti i do USA, kde se stal zakrátko velmi oblíbeným. V roce 1984 začala firma ESP v New Yorku vyrábět první kytary na zakázku a jejich zákazníky byli například Page Hamilton, Vinnie Vincent, Bruce Kulick či Ronnie Wood.
Ve stejné době začala tato firma prodávat i první sériové nástroje označené v řadě 400, kromě nich vyráběla kytary i pro značky jako jsou Kramer nebo Schecter. Skutečný rozmach přišel v letech 1986 a 1987, kdy si své první signature u ESP objednali George Lynch a Kirk Hammett. Tito dva zviditelnili ESP natolik, že v 90. letech dosáhla firma celosvětovou slávu.
V současnosti patří kytary a baskytary ESP mezi špičku a je možné nalézt v rukou mnoha profesionálních a amatérských hráčů, například Willie Adler, Tom Araya, Max Cavalera, Page Hamilton, Kirk Hammett, Jeff Hanneman, James Hetfield, Richard Kruspe , Alexi Laiho, Wayne Static, Emppu Vuorinen, Michael Wilton a Ron Wood.
Od roku 1996 funguje i dceřiná firma ESP-LTD, která nabízí nástroje známé z nabídky ESP, avšak cenově dostupné mnohem širšímu okruhu hudebníků, samozřejmě se zachováním vysokých standardů kvality a zpracování. Tyto nástroje se vyrábějí v Koreji a Indonésii.